# Ferran Audí
Ferran Audí (Barcelona, 1962) és un actor i director de cinema i teatre català.
Es va formar com a actor a l'Institut del Teatre de Barcelona. Posteriorment, es va traslladar a Londres, on va cursar els estudis de postgrau a la Royal Academy of Dramatic Art. Va ser membre fundador de la companyia Heightened Reality en Londres i d'Alta Realitat en Barcelona. Ha participat com a actor en produccions de teatre, cinema i televisió, i ha dirigit obres de teatre en Espanya, França, Regne Unit i Noruega.
En 2005 va dirigir el seu primer curtmetratge i en 2008 el primer llargmetratge de la productora Alta Realitat: The Frost (el gebre), amb Aitana Sánchez-Gijón i Bibi Andersson entre d'altres, que li va valer el reconeixement artístic en diferents festivals nacionals i internacionals. També ha estat professor de teatre a Escòcia, París i Barcelona. És membre de la Acadèmia del Cinema Català i del Col·legi de Directors de Catalunya i soci de l'AADPC. Des de 2003 és director general de la productora Alta Realitat.
En 2010 participa com a actor secundari a 14 Days with Victor, òpera prima de Román Parrado sobre els límits de l'art, produïda per Arcadia Motion Pictures, que va participar al Festival de Cinema Fantàstic de Sitges. També és doblador de videojocs.

## Filmografia
- 2014: BrickSkin (curtmetratge, director)
- 2010: 14 días con Víctor
- 2008: The Frost (el gebre) - director
- 2008: Little Ashes
- 2007; Myway
- 2006: The Cheetah Girls 2 (TV)
- 2004: Porca misèria (TV)
- 2004: Iris
- 2003: Face of terror
- 2001: Freetown (TV)
- 1992: Shooting Elisabeth